# Happiness (filme)
Happiness é uma comédia-drama de 1998 americano escrito e dirigido por Todd Solondz, que retrata a vida de três irmãs, as suas famílias e aqueles ao seu redor. O filme foi premiado com o Prêmio da Federação Internacional dos Críticos de Cinema no Festival de Cannes de 1998 e todo o elenco recebeu o prêmio da National Board of Review pelo melhor desempenho em conjunto.
O filme faz parte da lista dos 1000 melhores filmes de todos os tempos do The New York Times.